# بئر بدا
بئر بدا إحدى قرى مركز الحسنة التابع لمحافظة شمال سيناء بجمهورية مصر العربية.